# Benedito Calixto de Jesus
Benedito Calixto de Jesus   (Itanhaém, 14 d'octubre de 1853 - São Paulo, 31 de maig de 1927) fou un pintor brasiler. La seva obra normalment va descriure figures de Brasil i cultura brasilera, incloent un retrat famós del bandeirante Domingos Jorge Velho el 1923, i escenes de la costa de São Paulo. A diferència de molts artistes de l'època, Calixto acostumava a treballar per encàrrecs o mecenes privats, aliens a l'Estat, ja que els considerava una "font més fiable de patrocini".

## Galeria

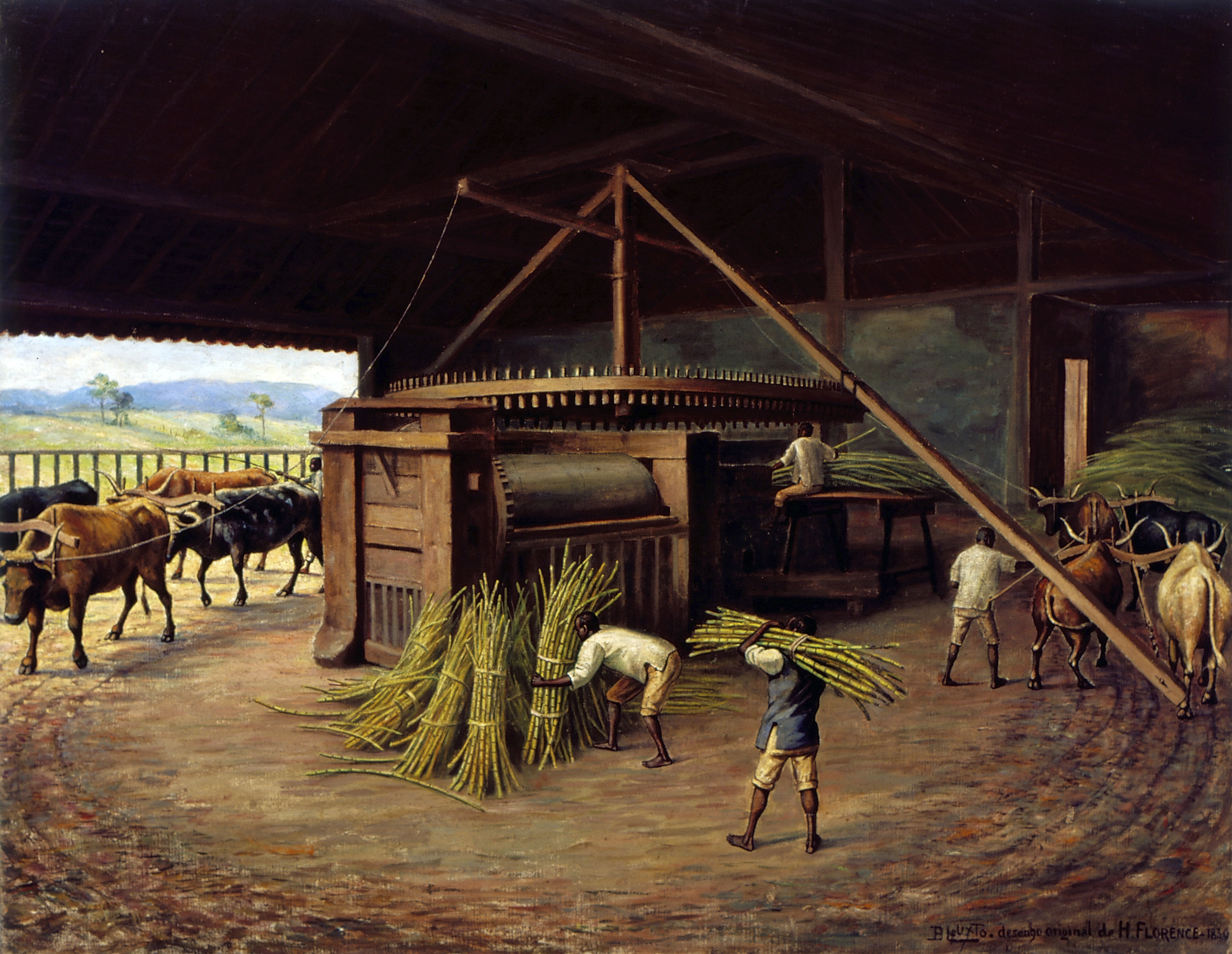
Aixafant canya de sucre a la Granja Cacheira a Campinas
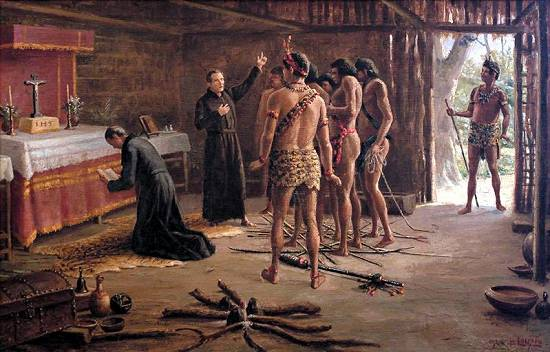
Anchieta e Nóbrega na cabana de Pindobuçu
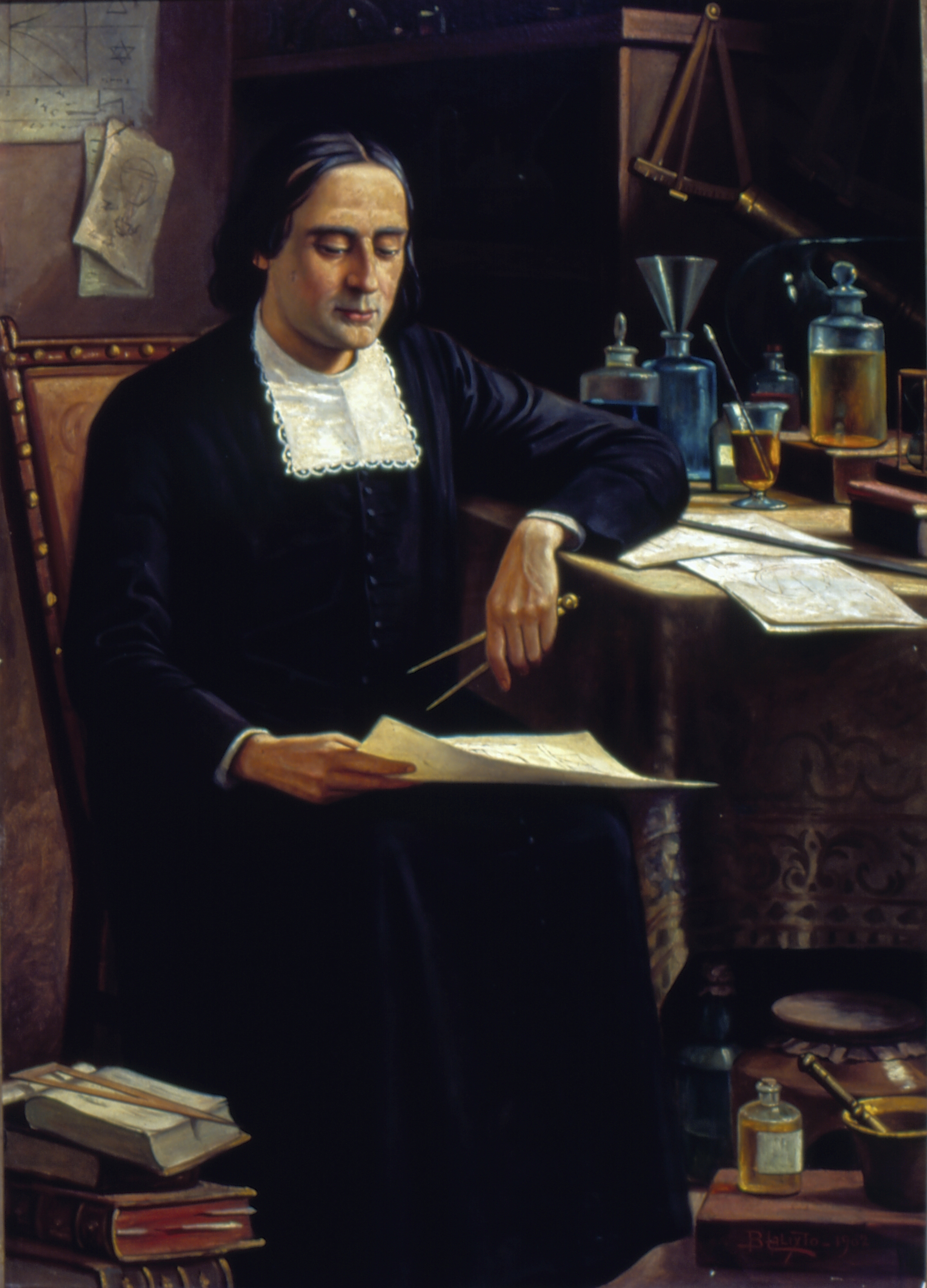
Bartolomeu Lourenço de Gusmao
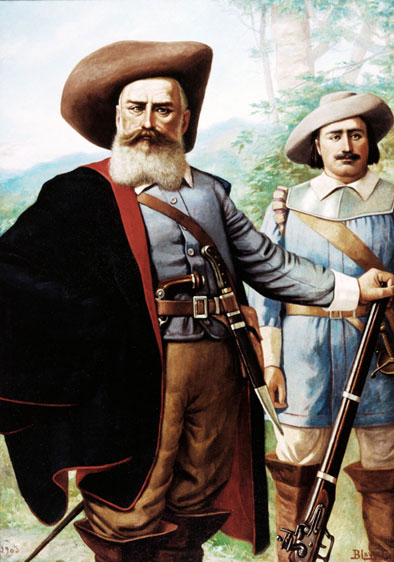
Domingos Jorge Velho
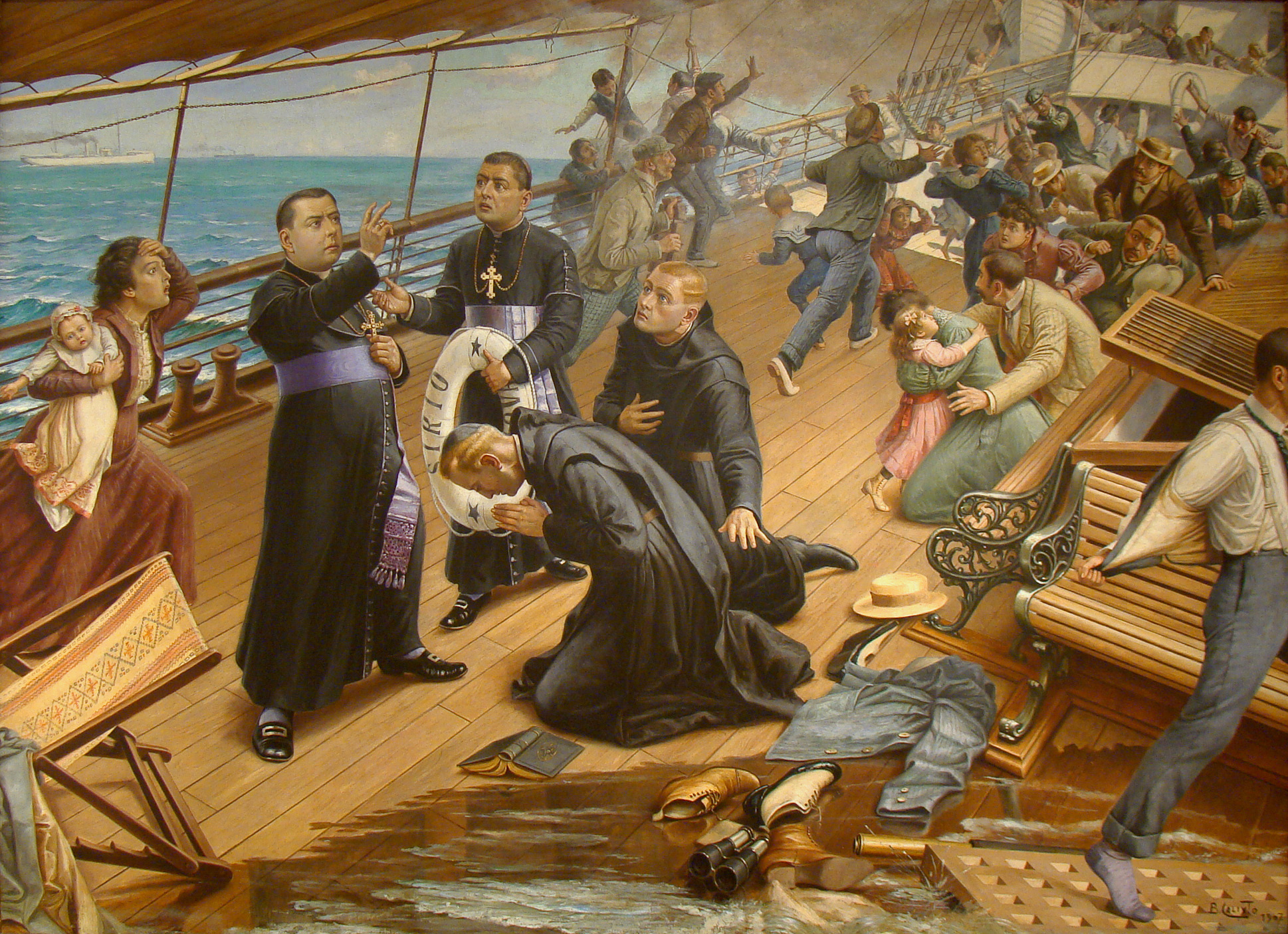
L'enfonsament del SS Sirio
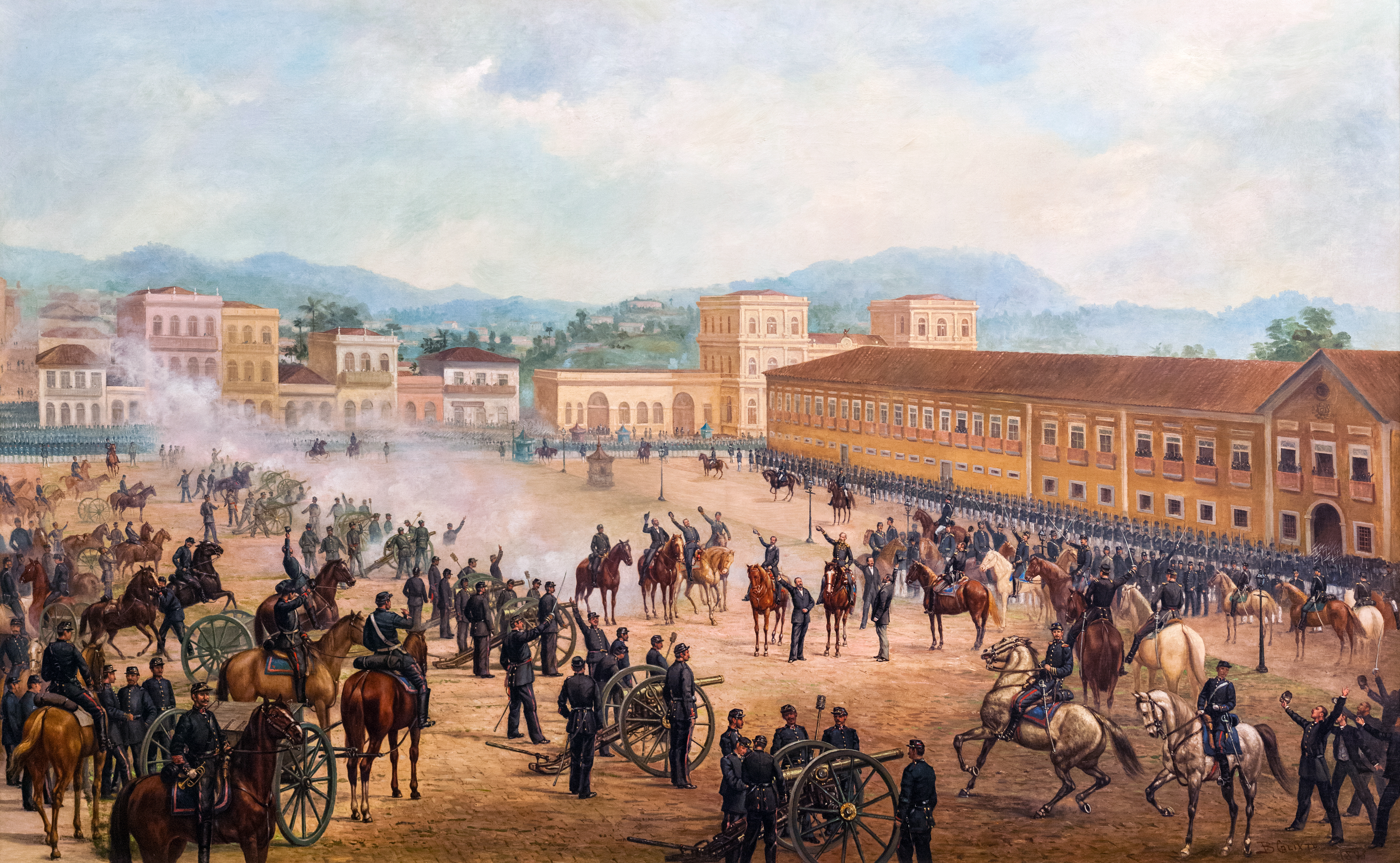
Proclamació de la República del Brasil